# DOCG
Denominazione di Origine Controllata e Garantita (DOCG) е контролирано и гарантирано наименование за произход, качествена степен определена от италианския закон за виното.
Освен изпълнението на всички условия определени за степента DOC вината с марка DOCG трябва да бъдат бутилирани в района, където са произведени. Специалисти енолози от Министерството на земеделието дегустират и оценяват различните марки вина.